# Ацуто Учида
Ацуто Учида (јап. 内田 篤人; Префектура Шизуока, 27. март 1988) бивши је јапански професионални фудбалер који је играо на позицији десног бека.

## Каријера
Почео је професионално да игра фудбал у јапанској Кашими, за коју је дебитовао 2006. године са само 17 година. Са њом је освојио три узастопне Џеј лиге, два Суперкупа Јапана и један Царски куп. Из Кашиме 2010. године прелази у немачки Шалке са којим је до сада освојио један Куп и један Суперкуп Немачке. Са Шалкеом има уговор који траје до јуна 2015. године.
Два пута је биран у тим сезоне јапанске прве лиге (2008, 2009) и једном у тим сезоне немачке Бундеслиге (2012/2013).
За репрезентацију Јапана дебитовао је у јануару 2008. године, са њом је наступао на Олимпијским играма 2008. године на Светским првенствима 2010. и 2014. године, Купу Конфедерација 2013 и Азијском Купу који је освојио 2011. године. За сада је за репрезентацију Јапана одиграо 71 утакмицу на којима је постигао два гола.

## Статистика
| Јапан  | Јапан | Јапан |
| Год.   | Ута.  | Гол.  |
| ------ | ----- | ----- |
| 2008   | 14    | 1     |
| 2009   | 13    | 0     |
| 2010   | 7     | 0     |
| 2011   | 11    | 0     |
| 2012   | 7     | 0     |
| 2013   | 13    | 0     |
| 2014   | 7     | 1     |
| 2015   | 2     | 0     |
| Укупно | 74    | 2     |

## Трофеји
Кашима Антлерс
- Џеј 1 лига (3) : 2007, 2008, 2009.
- Царски куп (1) : 2008.
- Суперкуп Јапана : 2009, 2010.

Шалке
- Куп Немчке (1): 2010/11.
- Суперкуп Немачке (1): 2011.

Јапан
- Афк азијски куп (1) : 2011.